# Electronium
Das Electronium ist ein von Raymond Scott ab Ende der 1950er Jahre entwickeltes Musikinstrument aus der Gruppe der Elektrophone. Es stellt eine Kombination aus einem frühen elektronischen Synthesizer und einer algorithmischen Kompositions- und Musikerzeugungsmaschine dar und darf nicht mit dem von Rene Seybold gebauten akkordeonähnlichen Elektronium verwechselt werden. Der genaue Funktionsumfang des Gerätes ist nicht vollständig bekannt. Nach Scott war es ein Instrument zur Interaktion von Mensch und Maschine. Von Nutzern wird es als selbstkomponierender Synthesizer mit algorithmischer Intelligenz bezeichnet, das durch den Bediener nicht gespielt, sondern geleitet wurde.

## Geschichte
Sein Platz in der Geschichte der elektronischen Musik ist ungewöhnlich, da es zwar ähnlich den späteren digitalen algorithmischen Kompositionssystemen aufgebaut ist, aber vollständig als analoge elektronische Maschine implementiert wurde.
Der genaue Zeitpunkt für den Beginn der Entwicklung ist nicht bekannt, wird jedoch auf die späten 1950er oder frühen 1960er Jahre geschätzt. Eine funktionsfähige Einheit gab es 1969. Scott hat das Gerät bis zu seinem Tode 1994 stets weiter modifiziert und weiterentwickelt.
Das Electronium war eines der wenigen elektronischen Geräte von Scott, die auch an einen Kunden verkauft wurden. Üblicherweise hielt er seine Geräte geheim. Nur ein einzelnes Electronium-System wurde nach einem Treffen zwischen Scott und Berry Gordy von Motown im Jahr 1969 an Motown Records verkauft. Der ursprüngliche Vertrag sah vor, dass Scott die Firma Motown drei Monate lang besuchen sollte, um den Mitarbeitern den Umgang mit dem System beizubringen. Dies mündete 1971 in der Einstellung von Scott in der Position als Direktor der Abteilung für elektronische Musik und Forschung von Motown in Los Angeles, die Scott bis 1977 innehatte. Bisher wurden allerdings noch keine Motown-Aufnahmen mit Scotts elektronischen Instrumenten bekannt.
Guy Costa, von 1969 bis 1987 Betriebsleiter und Chefingenieur bei Motown, sagte über Scotts Beschäftigung:

“He started originally working [on the Electronium] out of Berry’s house. They set up a room over the garages, and he worked there putting stuff together so Berry could get involved and see the progress. At one point he worked out of a studio. Eventually, because the unit never really got finalized – Ray had a real problem letting go. It was always being developed. That was a problem for Berry. He wanted instant gratification. Eventually his interest started to wane after a period of probably two or three years. Finally Ray took the thing down to his house and kept working on it. Berry kind of lost interest. He was off doing Diana Ross movies.”

„Er begann ursprünglich (am Electronium) von Berrys Haus aus zu arbeiten.
Sie richteten einen Raum über den Garagen ein, und er arbeitete dort und stellte Sachen zusammen, damit Berry sich einbringen und den Fortschritt sehen konnte. Einmal arbeitete Scott von einem Studio aus. Irgendwann hatte Ray, weil das Gerät nie wirklich fertig gestellt wurde, ein echtes Problem damit, loszulassen. Es wurde ständig weiterentwickelt. Das war ein Problem für Berry. Er wollte schnelle Resultate. Schließlich begann sein Interesse nach einem Zeitraum von wahrscheinlich zwei oder drei Jahren zu schwinden. Schließlich brachte Ray das Ding zu sich nach Hause und arbeitete weiter daran. Berry verlor irgendwie das Interesse. Er machte gerade Diana-Ross-Filme.“

Scott sagte später, er habe „11 Jahre und fast eine Million Dollar investiert, das Electronium zu entwickeln“.
Das Electronium bestand aus einem Verbund aus Sequenzer, Aufnahmeeinheit und mehreren Tongenerationseinheiten sowie Modulatoren, wobei eine Reihe von Scotts Intstrumenten-Erfindungen einflossen, darunter auch sein mechanischer Sequenzer Circle Machine. Bedient wurde das System mit mehreren Matrizen aus annähernd 1000 Dreh- und Triggerknöpfen. Es enthielt Funktionen zur Beeinflussung von Klangfarbe und Tonhöhen und war in der Lage, rhythmische Permutationen zu erzeugen.
Viele Details der Funktionalität des Systems liegen immer noch im Dunkeln, da derzeit keine detaillierte Dokumentation über deren Aufbau oder die Funktionsweise verfügbar ist und die einzige verbliebene Maschine nicht funktionsfähig ist.
In einer Patentanmeldung schrieb Scott: „Das gesamte System basiert auf dem Konzept der künstlerischen Zusammenarbeit zwischen Mensch und Maschine. (…) Die neuen Strukturen, die in die Maschine geleitet werden, sind in ihren Details unvorhersehbar, und daher sind die Ergebnisse eine Art Duett zwischen dem Komponisten und der Maschine.“
Scott entwickelte das System während seiner Anstellung bei Motown weiter und arbeitete auch nach seiner Entlassung weiter an der Maschine, konnte es aber nicht fertigstellen, da sein sich verschlechternder Gesundheitszustand ihn nach seinem ersten von mehreren Schlaganfällen abrupt daran hinderte, weiterzumachen.
1996 kaufte Mark Mothersbaugh, der Mitbegründer und Sänger von Devo das Electronium über seine Firma Mutato Muszica aus Scotts Nachlass mit der erklärten Absicht, es in einen funktionsfähigen Zustand zu versetzen. Der Musiker und Fan Jeff Winner richtete die erste Raymond-Scott-Website ein, auf der Scotts Werk dokumentiert ist. Das Electronium befindet sich heute immer noch in Mothersbaughs Besitz, der inzwischen die Restaurierung eingeleitet hat. Im Jahr 2017 begann Brian Kehew mit der Restaurierung des Electroniums, was teilweise von Gotye finanziert wurde.

## Sonstiges
Der japanische Designer Yuri Suzuki hat ein Electronium-ähnliches System vorgestellt, das eine AI-Musikerzeugung verwendet und Teile seiner Funktionen nachbildet.